# Danh sách sân vận động cricket tại Myanmar
Đây là Danh sách sân vận động cricket tại Myanmar.  Cricket tại Myanmar xuất hiện khi nước này còn là thuộc địa của Anh. Marylebone Cricket Club thi đấu 2 trận first class tại Myanmar.
| Tên sân vận động | Thành phố | Sức chứa | Notes | Tham khảo |
| ---------------- | --------- | -------- | --- | --------- |
| BAA Ground       | Rangoon   | Không rõ | Tổ chức 1 trận first-class giữa Đội tuyển cricket quốc gia Myanmar và Marylebone Cricket Club vào năm 1927 | [ 1 ]     |
| Gymkhana Ground  | Rangoon   | Không rõ | Tổ chức 1 trận first-class giữa Đội tuyển cricket quốc gia Myanmar và Marylebone Cricket Club vào năm 1927 | [ 2 ]     |